# Kattenlintworm
De kattenlintworm (Taenia taeniaeformis) is een lintworm die als gastheren ratten en muizen en katachtigen en andere roofdieren heeft. 
Voor de algemene levenscyclus van lintwormen zie lintworm.
Bij wilde en verwilderde katten (en vossen, marters, bunzingen en soms honden) die knaagdieren vangen en eten komt deze lintworm veel voor.
De bij huiskatten meest voorkomende lintworm is echter de hondenlintworm, die de vlo als tussengastheer heeft.

## Gastheren
Larven ontwikkelen zich in de muizen, ratten en muskusratten en andere knaagdieren; ook weleens in katten. Als een kat een besmet prooidier eet krijgt hij de levende larve binnen die dan de lintworm (15–60 cm) in de darm van de kat vormt. Eieren worden met rijpe geledingen of proglottiden in de ontlasting uitgescheiden en door de tussengastheer met het voedsel opgenomen, waar ze in het vlees blaasjes vormen waarin zich onrijpe lintwormkoppen bevinden. Een met 1 lintworm besmette kat produceert ongeveer vier proglottiden per dag met ca 500 eieren per proglottide, wat voor een lintworm niet veel is.